# Le retour

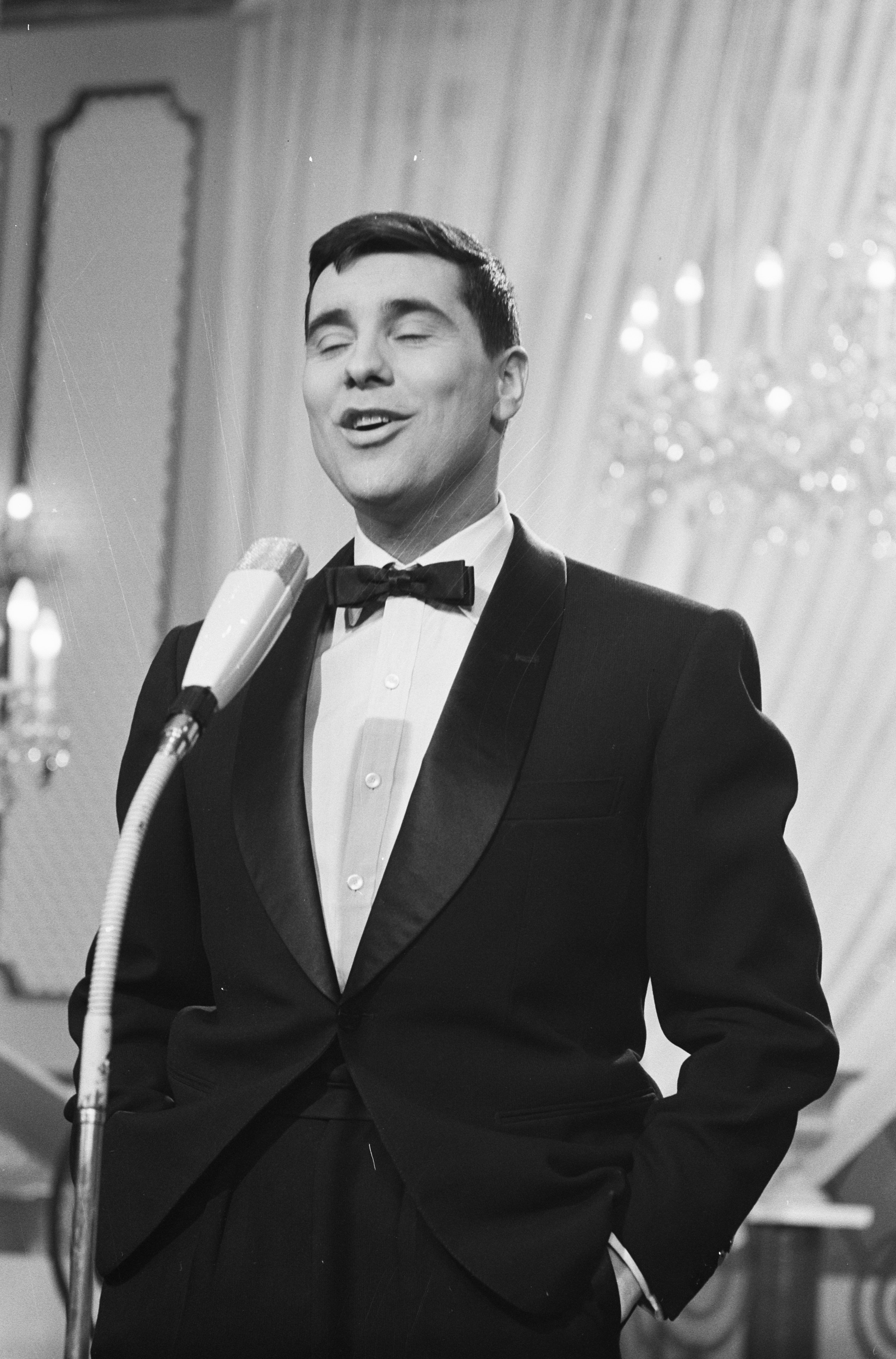
Jean Philippe, intérprete de la canción, durante un ensayo del Festival de la Canción de Eurovisión 1962.

«Le retour» —[lə ʁə.tuʁ]; en español: «El retorno»— es una canción compuesta por Géo Voumard e interpretada en francés por Jean Philippe. Fue elegida para representar a Suiza en el Festival de la Canción de Eurovisión de 1962.

## Festival de la Canción de Eurovisión 1962
Esta canción fue la representación suiza en el Festival de Eurovisión 1962. La orquesta fue dirigida por Cédric Dumont.
La canción fue interpretada 11.ª en la noche del 18 de marzo de 1962 por Jean Philippe, precedida por Noruega con Inger Jacobsen interpretando «Kom sol, kom regn» y seguida por Yugoslavia con Lola Novaković interpretando «Ne pali svetla u sumrak». Al final de las votaciones, la canción había recibido 2 puntos, quedando en 10º puesto de un total de 16.
Jean Philippe ya había participado anteriormente en 1958, representando a Francia con la canción «Tom Tom Tom», la primera canción del país en no haber sido interpretada completamente en finés.
Fue sucedida como representación suiza en el Festival de 1963 por Esther Ofarim con «T'en va pas».

## Letra
La canción es una balada, en la que el intérprete dice que cuando pasen los infortunios que les están pasando, su pareja y él podrán hacer el retorno a los nuevos días.

## Historial de lanzamiento
| Región | Fecha | Formato                    | Discográfica    | Ref.  |
| ------ | ----- | -------------------------- | --------------- | ----- |
| Europa | 1962  | Disco de vinilo 7", 45 RPM | Polydor Records | [ 1 ] |